# Ramaldense Futebol Clube
O Ramaldense Futebol Clube é um clube português localizado na freguesia de Ramalde, concelho do Porto, distrito do Porto. O clube foi fundado em 5 de Abril de 1922 e o seu actual presidente é Joaquim Novais Dias, estando no cargo desde 2010. Os seus jogos em casa são disputados (nas últimas dez épocas), no Estádio do Inatel em Ramalde devido ao encerramento por via judicial do Campo Alberto Araújo, situado na Rua do Pinheiro Manso, cujo espaço era alugado pelo clube. 
Tem a sua sede localizada na Rua Dr. Pedro de Sousa, 582 na freguesia de Ramalde.
O Ramaldense F.C. mantém a sua atividade ininterrupta desde a sua fundação, completando 100 anos em 2022.
Na atual época (2019/2020), participa nas provas da Associação de Futebol do Porto em sete escalões etários:
Traquinas (sub-9)
Benjamins (sub-11)
Infantis (sub-13)
Iniciados (sub-15)
Juvenis (sub-17)
Juniores (sub-19)
Seniores
Mantém em atividade a secção de BOXE - a escola de boxe Luís Saavedra, em homenagem ao antigo atleta com o mesmo nome.
Depois de vinte e três anos a competir na 2ª Divisão da Associação de Futebol do Porto o clube subiu à 1ª divisão distrital no final da época 2017/18, onde ainda se mantém.
DIRECÇÃO ATUAL (eleita a 05 de maio de 2019)
Presidente: Prof. Joaquim Novais Dias
Vice - Presidente: José Luís Magalhães Teixeira
Vice - Presidente: Joaquim da Conceição Meireles
1º Secretário: Francisco Sá 
2º Secretário: Manuel Faria Gomes
Tesoureiro: Sazana Raquel Salazar 
Director de contabilidade: António Manuel Oliveira Ferreira 
Actividades administrativas: Joaquim Alberto da Silva Maia  
Director de futebol sénior: Carlos Manuel de Sousa
Director de futebol junior: Fernando Alfredo Salazar 
Director de futebol juvenil: Tiago André Fernandes 
Director de futebol iniciados: António Manuel Freire da Silva Luz
Director actividades amadoras: Susana Carla Pinto
ASSEMBLEIA GERAL
Presidente: Carlos Alberto Pinto
Vice - Presidente: José Gomes Vilas Boas
1º Secretário: Armindo Fontinha
2º Secretário: Sérgio Pires Cordeiro
CONSELHO FISCAL
Presidente: Manuel Augusto Magalhães Teixeira
Secretário: Diogo Filipe da Silva Leite
Relator: Agostinho António da Silva Marques

A FUNDAÇÃO:Fundado por: Silva Neves, Santos Oleiro, Alberto Araújo, Cunhas e irmãos Grilo. O primeiro recinto para a prática do futebol situou-se na Senhora da Hora na Rua Joaquim Pinto mesmo junto à estação do caminho de ferro, entalado entre duas drogarias. O segundo campo foi construído no actual Bairro das Campinas, tendo  posteriormente mudado para as imediações da Avenida de Antunes Guimarães. Mas os locais de jogo não ficaram por aqui. O actual campo na Rua do Pinheiro Manso, denominado Alberto Araújo, foi construído em 1939. Na altura, o campo estava rodeado por terrenos agrícolas e não destoava da paisagem e das condições dos outros clubes da cidade do Porto. Mais tarde, vieram os bairros camarários e a partir da década de oitenta do século passado, as urbanizações destinadas à classe média e média - alta....
Das principais personalidades salientam-se Humberto Coelho e Júlio no futebol, Alberto Guimarães no hóquei em campo, Luís Saavedra no boxe e o presidente Emiliano Neves. Entre tantos outros que "trouxeram" o clube desde o longínquo ano 22 do passado século até à actualidade.